# نوكيا 6150

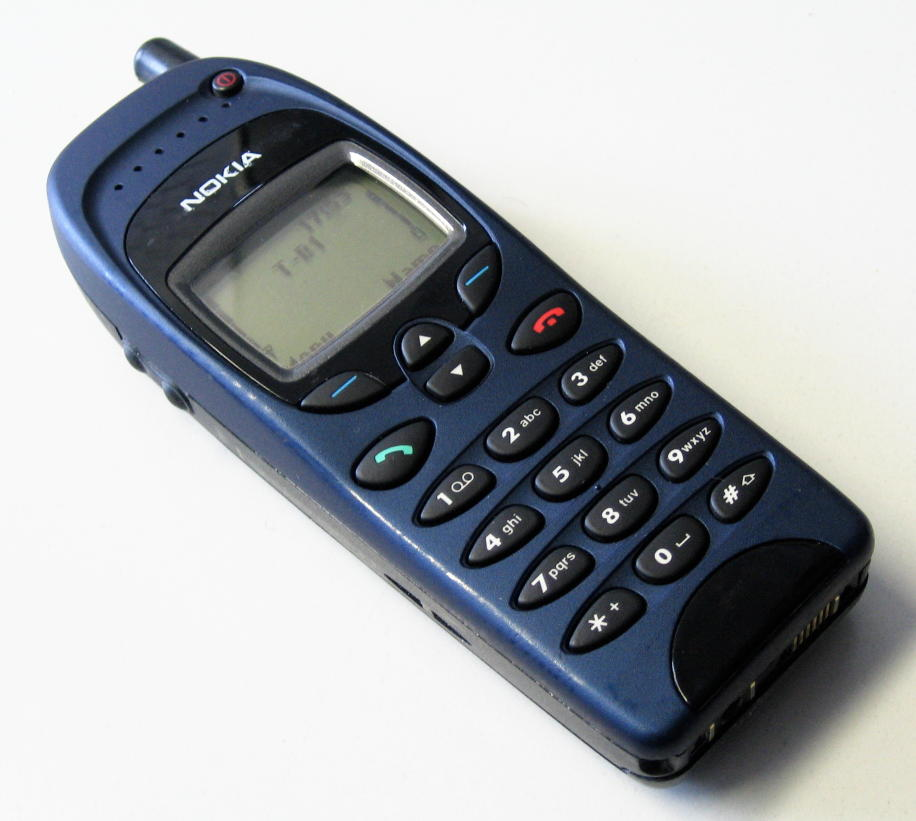

نوكيا 6150 هو أحد أجهزة نوكيا، شركة الهواتف والتقنية النقالة. يأتي هذا الجهاز مع شاشة نوعها 84 * 48 ذو لون واحد (مونوكروم). تم إصدار هذا الجهاز في 1998. أما بالنسبة لوضعية إنتاجه الحالية فلم يعد يتم إنتاجه. تقنيته/تردده هو (ن ع م ج) النظام العالمي للمواصلات الجوالة (GSM) جيل الجهاز هو DCT3. عامل الشكل (التصميم) للجهاز هو "قطعة حلوى.